# Emanuele Valeri
Emanuele Valeri, né le 7 décembre 1998 à Rome en Italie, est un footballeur italien, qui joue au poste d'arrière gauche au Frosinone Calcio.

## Biographie

### Débuts professionnels
Né à Rome en Italie, Emanuele Valeri commence sa carrière au FC Rieti.
Le 19 juillet 2017, Emanuele Valeri rejoint l'US Lecce. Il découvre alors la Serie C, le troisième échelon du football italien, faisant sa première apparition le 3 octobre 2017 contre le Sicula Leonzio. Il entre en jeu à la place de Marco Mancosu et son équipe s'impose par trois buts à deux.

### US Cremonese
Le 10 septembre 2020, Emanuele Valeri est recruté par l'US Cremonese.
Lors de la saison 2021-2022, il participe à la montée du club en première division, l'US Cremonese terminant deuxième de Serie B et retrouvant l'élite du football italien 26 ans après l'avoir quittée.
Il découvre la Serie A, l'élite du football italien, le 22 août 2022, lors de la deuxième journée de la saison 2022-2023, face à l'AS Roma. Il est titularisé et son équipe est battue par un but à zéro.

### Frosinone
Le 31 janvier 2024, Emanuele Valeri s'engage en faveur du Frosinone Calcio. Il signe un contrat courant jusqu'en juin 2024.